# Liste der reichsten Österreicher
Die Liste der reichsten Personen aus Österreich nennt das geschätzte Vermögen von Einzelpersonen und Familien. Die Liste enthält jene Personen, die entweder die österreichische Staatsbürgerschaft besitzen oder in Österreich wohnhaft sind. Zu den reichsten Personen der Welt siehe Liste der reichsten Menschen der Welt.
Bei den Vermögensangaben handelt es sich um Schätzungen. Bewertungsgrundlage sind Recherchen bei Vermögensverwaltern, Rechtsanwälten, Bankmanagern und Insidern. Vermögenswerte wurden vorsichtig bewertet, nicht börsennotierte Unternehmen nach ihrem Umsatz, ihrer Profitabilität und Marktstellung. Als Vermögen gelten unter anderem Firmenbeteiligungen, Grund- und Immobilienbesitz, Aktien, Privatsammlungen und Stiftungen, sofern es sich nicht ausdrücklich um gemeinnützige Stiftungen handelt. Großfamilien, deren Vermögen keinem überschaubaren Personenkreis mehr zugeordnet werden kann, sind nicht in der Rangliste.
Unter den zehn reichsten Österreichern bezogen im Jahr 2008 sechs Personen Landwirtschaftssubventionen.
2020 blieb Dietrich Mateschitz wie in den Vorjahren laut Forbes reichster Österreicher. Die Zeitschrift schätzt sein Vermögen auf 16,5 Mrd. USD (15,2 Mrd. Euro), womit er Rang 57 der Weltrangliste belegt. Im Mai 2021 wurde bekannt, dass die Muttergesellschaft Mindgeek des Pornounternehmens Pornhub mehrheitlich dem Oberösterreicher Bernd Bergmair gehört, 2023 wurde Mindgeek verkauft. Bislang der Öffentlichkeit als Person unbekannt, dürfte ihm auch ein Platz in der Rangliste zufallen.
Legende:
 ▬ Position zum Vorjahr beibehalten / Vermögen gleich geblieben
 ▲ Position(en) zum Vorjahr gewonnen / Vermögen gestiegen
 ▼ Position(en) zum Vorjahr verloren / Vermögen gesunken

## 2024
Stand: Juli 2024, Quelle: trend.at
| Rang | Name                               | Vermögen in Euro | Quelle des Vermögens                                   | Wirtschaftszweig                               |
| ---- | ---------------------------------- | ---------------- | ------------------------------------------------------ | ---------------------------------------------- |
| 1 ▬  | Porsche & Piech                    | 36,5 Mrd.        | Porsche SE                                             | Automobilhandel, Finanz- & IT-Dienstleistungen |
| 2 ▬  | Mark Mateschitz                    | 35,8 Mrd.        | Red Bull                                               |                                                |
| 3 ▬  | Georg Stumpf                       | 8,6 Mrd.         | Immobilien, Industriebeteiligungen (M+W-Gruppe, exyte) |                                                |
| 4 ▲  | Helmut Sohmen und Familie          | 6,5 Mrd.         | BW Group (Reederei)                                    |                                                |
| 5 ▼  | Johann Graf                        | 6,0 Mrd.         | Novomatic                                              | Glücksspiel                                    |
| 6 ▬  | Erben nach Karl Wlaschek           | 4,8 Mrd.         | BILLA-Gründer                                          | Einzelhandel                                   |
| 7 ▲  | Reinold Geiger                     | 4,1 Mrd.         | L’Occitane                                             | Kosmetik                                       |
| 8 ▼  | Familie Günther und Helmuth Lehner | 3,9 Mrd.         | Alpla-Gruppe                                           | Verpackungsmittelhersteller                    |
| 9 ▬  | Familie Flick                      | 3,8 Mrd.         | Finanzvermögen aus Erbe nach Friedrich Karl Flick      |                                                |
| 10 ▲ | Familie Swarovski                  | 3,75 Mrd.        | D. Swarovski                                           | Kristallglas                                   |

## Ehemalige Listen

### 2023
Stand: April 2023, Quelle: forbes.com
| Rang | Weltrangliste | Name                       | Vermögen in USD | Quelle des Vermögens                                                 | Wirtschaftszweig                   |
| ---- | ------------- | -------------------------- | --------------- | -------------------------------------------------------------------- | ---------------------------------- |
| 1 ▲  |               | Mark Mateschitz            | ▲34,7 Mrd.      | Red Bull                                                             | Getränkeherstellung, Rennsport     |
| 2 ▬  |               | Georg Stumpf               | ▲7,9 Mrd.       | Bauunternehmer und Investor in Industriebeteiligungen und Immobilien | Bauunternehmer, Immobilien         |
| 3 ▲  |               | Johann Graf                | ▲7,1 Mrd.       | Novomatic                                                            | Glücksspiel                        |
| 4 ▼  |               | René Benko                 | ▲6 Mrd.         | Signa Holding                                                        | Immobilien, Einzelhandel           |
| 5 ▬  |               | Helmut Sohmen              | ▲5,7 Mrd.       | BW Group                                                             | Schifffahrt                        |
| 6 ▲  |               | Wolfgang Leitner           | ▲2,5 Mrd.       | Andritz AG                                                           | Anlagenbau                         |
| 7 ▲  |               | Stefan Pierer              | ▲ 1,6 Mrd.      | KTM AG                                                               | Motorrad- und Sportwagenhersteller |
| 8 ▬  |               | Reinold Geiger             | ▼1,4 Mrd.       | L’Occitane                                                           | Kosmetik                           |
| 9 ▲  |               | Ulrich Mommert und Familie | ▲1,2 Mrd.       | ZKW                                                                  | Lichtsysteme                       |
| 10 ▲ |               | Toto Wolff                 | ▲1 Mrd.         | Mercedes AMG F1 Team                                                 | Motorsport                         |

Stand: Juli 2023, Quelle: trend.at
| Rang | Name                               | Vermögen in Euro | Quelle des Vermögens                                   | Wirtschaftszweig                               |
| ---- | ---------------------------------- | ---------------- | ------------------------------------------------------ | ---------------------------------------------- |
| 1    | Porsche & Piech                    | 38,8 Mrd.        | Porsche SE                                             | Automobilhandel, Finanz- & IT-Dienstleistungen |
| 2    | Mark Mateschitz                    | 32,5 Mrd.        | Red Bull                                               |                                                |
| 3    | Georg Stumpf                       | 6,5 Mrd.         | Immobilien, Industriebeteiligungen (M+W-Gruppe, exyte) |                                                |
| 4    | Johann Graf                        | 5,7 Mrd.         | Novomatic                                              | Glücksspiel                                    |
| 5    | Helmut Sohmen und Familie          | 5,1 Mrd.         | BW Group (Reederei)                                    |                                                |
| 6    | Erben nach Karl Wlaschek           | 5,0 Mrd.         | BILLA-Gründer                                          | Einzelhandel                                   |
| 7    | Familie Günther und Helmuth Lehner | 4,2 Mrd.         | Alpla-Gruppe                                           | Verpackungsmittelhersteller                    |
| 8    | René Benko                         | 4,2 Mrd.         | Signa Holding                                          | Immobilien, Einzelhandel, Medien               |
| 9    | Familie Flick                      | 3,9 Mrd.         | Finanzvermögen aus Erbe nach Friedrich Karl Flick      |                                                |
| 10   | Familie Mayr-Melnhof               | 3,9 Mrd.         | Mayr-Melnhof AG                                        | Karton, Verpackung, Ländereien, Holzwirtschaft |

### 2022
Stand: April 2022, Quelle:
| Rang | Weltrangliste | Name                    | Vermögen in USD | Quelle des Vermögens                                                 | Wirtschaftszweig                   | Staatsbürgerschaft | Wohnhaft in |
| ---- | ------------- | ----------------------- | --------------- | -------------------------------------------------------------------- | ---------------------------------- | ------------------ | ----------- |
| 1 ▬  |               | Dietrich Mateschitz (†) | ▼25,1 Mrd.      | Red Bull                                                             | Getränkeherstellung, Rennsport     | Österreich         | Österreich  |
| 2 ▲  |               | Georg Stumpf            | ▲7,2 Mrd.       | Bauunternehmer und Investor in Industriebeteiligungen und Immobilien | Bauunternehmer, Immobilien         | Österreich         |             |
| 3 ▲  |               | René Benko              | ▼4,9 Mrd.       | Signa Holding                                                        | Immobilien                         | Österreich         | Österreich  |
| 4 ▼  |               | Johann Graf             | ▼4,6 Mrd.       | Novomatic                                                            | Glücksspiel                        | Österreich         | Österreich  |
| 5 ▲  |               | Helmut Sohmen           | ▲3,6 Mrd.       | BW Group                                                             | Schifffahrt                        | Österreich         | Hongkong    |
| 6 ▬  |               | Heidi Horten (†)        | ▼2,8 Mrd.       | Erbin des Kaufhauskonzernchefs Helmut Horten                         | Einzelhandel                       | Österreich         | Österreich  |
| 6 ▼  |               | Michael Tojner          | ▼2,8 Mrd.       | Varta AG & Montana Tech                                              | Industrie/Technologie              | Österreich         |             |
| 8 ▬  |               | Reinold Geiger          | ▬1,8 Mrd.       | L’Occitane                                                           | Kosmetik                           | Österreich         |             |
| 9 ▬  |               | Wolfgang Leitner        | ▼1,7 Mrd.       | Andritz AG                                                           | Anlagenbau                         | Österreich         | Österreich  |
| 10 ▬ |               | Stefan Pierer           | ▼ 1,1 Mrd.      | KTM AG                                                               | Motorrad- und Sportwagenhersteller | Österreich         |             |

Stand: Juli 2022, Quelle: trend.at
| Rang | Name                                 | Vermögen in Euro | Quelle des Vermögens                                   | Wirtschaftszweig                               |
| ---- | ------------------------------------ | ---------------- | ------------------------------------------------------ | ---------------------------------------------- |
| 1    | Porsche & Piech                      | 41,6 Mrd.        | Porsche Holding                                        | Automobilhandel, Finanz- & IT-Dienstleistungen |
| 2    | Dietrich Mateschitz                  | 24,9 Mrd.        | Red Bull                                               |                                                |
| 3    | Maria-Elisabeth Schaeffler und Georg | 6,4 Mrd.         | Schaeffler-Gruppe                                      | Automobilzulieferer, Maschinenbau              |
| 4    | Erben nach Karl Wlaschek             | 5,4 Mrd.         | BILLA-Gründer                                          | Einzelhandel                                   |
| 5    | Georg Stumpf                         | 5,0 Mrd.         | Immobilien, Industriebeteiligungen (M+W-Gruppe, exyte) |                                                |
| 6    | René Benko                           | 4,9 Mrd.         | Signa Holding                                          | Immobilien, Einzelhandel, Medien               |
| 7    | Johann Graf                          | 4,8 Mrd.         | Novomatic                                              | Glücksspiel                                    |
| 8    | Familie Flick                        | 4,0 Mrd.         | Finanzvermögen aus Erbe nach Friedrich Karl Flick      |                                                |
| 9    | Helmut Sohmen und Familie            | 3,9 Mrd.         | BW Group (Reederei)                                    |                                                |
| 10   | Familie Günther und Helmuth Lehner   | 3,75 Mrd.        | Alpla-Gruppe                                           | Verpackungsmittelhersteller                    |

### 2021
Quelle:
| Rang | Weltrangliste | Name                | Vermögen in USD | Quelle des Vermögens                                                 | Wirtschaftszweig                   | Staatsbürgerschaft | Wohnhaft in |
| ---- | ------------- | ------------------- | --------------- | -------------------------------------------------------------------- | ---------------------------------- | ------------------ | ----------- |
| 1 ▬  |               | Dietrich Mateschitz | ▲26,9 Mrd.      | Red Bull                                                             | Getränkeherstellung, Rennsport     | Österreich         | Österreich  |
| 2 ▬  |               | Johann Graf         | ▲7,1 Mrd.       | Novomatic                                                            | Glücksspiel                        | Österreich         | Österreich  |
| 3 ▲  |               | Georg Stumpf        | ▲6,5 Mrd.       | Bauunternehmer und Investor in Industriebeteiligungen und Immobilien | Bauunternehmer, Immobilien         | Österreich         |             |
| 4 ▼  |               | René Benko          | ▲5,6 Mrd.       | Signa Holding                                                        | Immobilien                         | Österreich         | Österreich  |
| 5 ▲  |               | Michael Tojner      | ▲3,6 Mrd.       | Varta AG & Montana Tech                                              | Industrie / Technologie            | Österreich         |             |
| 6 ▼  |               | Heidi Horten        | ▲3,2 Mrd.       | Erbin des Kaufhauskonzernchefs Helmut Horten                         | Einzelhandel                       | Österreich         | Österreich  |
| 7 ▼  |               | Helmut Sohmen       | ▲2,6 Mrd.       | BW Group                                                             | Schifffahrt                        | Österreich         | Hongkong    |
| 8 ▲  |               | Reinold Geiger      | ▲1,8 Mrd.       | L’Occitane                                                           | Kosmetik                           | Österreich         |             |
| 9 ▼  |               | Wolfgang Leitner    | ▲1,8 Mrd.       | Andritz AG                                                           | Anlagenbau                         | Österreich         | Österreich  |
| 10 ▲ |               | Stefan Pierer       | ▲1,3 Mrd.       | KTM AG                                                               | Motorrad- und Sportwagenhersteller | Österreich         |             |

### 2020
Quelle: tt.com, forbes.at
| Rang    | Weltrangliste | Name                     | Vermögen in USD | Quelle des Vermögens                         | Wirtschaftszweig               | Staatsbürgerschaft | Wohnhaft in |
| ------- | ------------- | ------------------------ | --------------- | -------------------------------------------- | ------------------------------ | ------------------ | ----------- |
| 1 ▬     | ▼57           | Dietrich Mateschitz      | ▼16,5 Mrd.      | Red Bull                                     | Getränkeherstellung, Rennsport | Österreich         | Österreich  |
| 2 ▬     | ▼230          | Johann Graf              | ▼6,5 Mrd.       | Novomatic                                    | Glücksspiel                    | Österreich         | Österreich  |
| 3 ▬     | ▲361          | René Benko               | ▼4,7 Mrd.       | Signa Holding                                | Immobilien                     | Österreich         | Österreich  |
| 4 ▲     | ▲401          | Georg Stumpf             | ▲4,4 Mrd.       |                                              | Bauunternehmer, Immobilien     | Österreich         |             |
| 5 ▼     | ▼680          | Heidi Horten             | ▼3,0 Mrd.       | Erbin des Kaufhauskonzernchefs Helmut Horten | Einzelhandel                   | Österreich         | Österreich  |
| 6 ▬     | ▼1135         | Helmut Sohmen            | ▼1,9 Mrd.       | BW Group                                     | Schifffahrt                    | Österreich         | Hongkong    |
| 6 (neu) | (neu) 1135    | Michael Tojner           | ▲1,9 Mrd.       | Varta AG & Montana Tech                      | Industrie / Technologie        | Österreich         |             |
| 8 ▬     | ▼1730         | Wolfgang Leitner         | ▼1,2 Mrd.       | Andritz AG                                   | Anlagenbau                     | Österreich         | Österreich  |
| 9 ▬     | ▼1851         | Gaston Glock und Familie | ▬1,1 Mrd.       | Glock GmbH                                   | Waffenproduktion               | Österreich         |             |

### 2019
Quelle: diepresse.com
| Rang    | Weltrangliste | Name                     | Vermögen in USD | Quelle des Vermögens                         | Wirtschaftszweig               | Staatsbürgerschaft | Wohnhaft in |
| ------- | ------------- | ------------------------ | --------------- | -------------------------------------------- | ------------------------------ | ------------------ | ----------- |
| 1 ▬     | ▼53           | Dietrich Mateschitz      | ▼18,9 Mrd.      | Red Bull                                     | Getränkeherstellung, Rennsport | Österreich         | Österreich  |
| 2 ▬     | ▼181          | Johann Graf              | ▬ 8,1 Mrd.      | Novomatic                                    | Glücksspiel                    | Österreich         | Österreich  |
| 3 (neu) | (neu) 365     | René Benko               | ▲4,9 Mrd.       | Signa Holding                                | Immobilien                     | Österreich         | Österreich  |
| 4 ▼     | ▼715          | Heidi Horten             | ▼3,1 Mrd.       | Erbin des Kaufhauskonzernchefs Helmut Horten | Einzelhandel                   | Österreich         | Österreich  |
| 5 ▼     | ▲745          | Georg Stumpf             | ▲3,0 Mrd.       |                                              | Bauunternehmer, Immobilien     | Österreich         |             |
| 6 ▲     | ▲916          | Helmut Sohmen            | ▲2,5 Mrd.       | BW Group                                     | Schifffahrt                    | Österreich         | Hongkong    |
| 7 ▼     | ▼1349         | Wolfgang Leitner         | ▼1,7 Mrd.       | Andritz AG                                   | Anlagenbau                     | Österreich         | Österreich  |
| 8 ▲     | ▼1717         | Reinold Geiger           | ▼1,3 Mrd.       | L’Occitane                                   | Kosmetik                       | Österreich         |             |
| 9 (neu) | (neu) 1941    | Gaston Glock und Familie | ▲1,1 Mrd.       | Glock GmbH                                   | Waffenproduktion               | Österreich         |             |

Quelle: trend.at
| Rang | Name                                     | Vermögen in Euro | Quelle des Vermögens                              | Wirtschaftszweig                               |
| ---- | ---------------------------------------- | ---------------- | ------------------------------------------------- | ---------------------------------------------- |
| 1    | ▬ Porsche & Piech                        | 37,00 Mrd.       | Porsche Holding                                   | Automobilhandel, Finanz- & IT-Dienstleistungen |
| 2    | ▬ Dietrich Mateschitz                    | 15,60 Mrd.       | Red Bull                                          |                                                |
| 3    | ▲ Maria-Elisabeth Schaeffler und Familie | 7,00 Mrd.        | Schaeffler-Gruppe                                 | Automobilzulieferer, Maschinenbau              |
| 4    | ▼ Johann Graf                            | 6,76 Mrd.        | Novomatic                                         | Glücksspiel                                    |
| 5    | ▼ Erben nach Karl Wlaschek               | 5,50 Mrd.        | BILLA-Gründer                                     | Einzelhandel                                   |
| 6    | ▼ Familie Swarovski                      | 4,50 Mrd.        | D. Swarovski                                      | Kristallglas                                   |
| 7    | ▼ Familie Flick                          | 4,30 Mrd.        | Finanzvermögen aus Erbe nach Friedrich Karl Flick |                                                |
| 8    | ▬ René Benko                             | 4,10 Mrd.        | Signa Holding                                     | Immobilien, Einzelhandel, Medien               |
| 9    | ▲ Familie Günther und Helmuth Lehner     | 3,30 Mrd.        | Alpla-Gruppe                                      | Verpackungsmittelhersteller                    |
| 10   | ▼ Martin Schlaff                         | 3,26 Mrd.        | Anteilseigner bei der RHI                         | Finanzinvestor                                 |

### 2018
Quelle: forbes.com; ORF
| Rang | Weltrangliste | Name                | Vermögen in USD | Quelle des Vermögens                         | Wirtschaftszweig                   | Staatsbürgerschaft | Wohnhaft in |
| ---- | ------------- | ------------------- | --------------- | -------------------------------------------- | ---------------------------------- | ------------------ | ----------- |
| 1    | 37            | Dietrich Mateschitz | 23,0 Mrd.       | Red Bull                                     |                                    | Österreich         | Österreich  |
| 2    | 186           | Johann Graf         | 8,1 Mrd.        | Novomatic                                    | Glücksspiel                        | Österreich         | Österreich  |
| 3    | 679           | Heidi Horten        | 3,4 Mrd.        | Erbin des Kaufhauskonzernchefs Helmut Horten | Einzelhandel                       | Österreich         | Österreich  |
| 4    | 822           | Georg Stumpf        | 2,9 Mrd.        |                                              | Bauunternehmer, Immobilien         | Österreich         |             |
| 5    | 1215          | Wolfgang Leitner    | 2,0 Mrd.        | Andritz AG                                   | Anlagenbau                         | Österreich         | Österreich  |
| 6    | 1561          | Reinold Geiger      | 1,5 Mrd.        | L’Occitane                                   | Kosmetik                           | Österreich         |             |
| 7    | 1756          | Helmut Sohmen       | 1,3 Mrd.        | BW Group                                     | Schifffahrt                        | Österreich         | Hongkong    |
| 8    | 1867          | Stefan Pierer       | 1,2 Mrd.        | KTM AG                                       | Motorrad- und Sportwagenhersteller | Österreich         |             |

Quelle:trend.at
| Rang | Name                         | Vermögen in Euro | Quelle des Vermögens                              | Wirtschaftszweig                               |
| ---- | ---------------------------- | ---------------- | ------------------------------------------------- | ---------------------------------------------- |
| 1    | ▬ Porsche & Piech            | 39,40 Mrd.       | Porsche Holding                                   | Automobilhandel, Finanz- & IT-Dienstleistungen |
| 2    | ▬ Dietrich Mateschitz        | 12,47 Mrd.       | Red Bull                                          |                                                |
| 3    | ▲ Johann Graf                | 6,70 Mrd.        | Novomatic                                         | Glücksspiel                                    |
| 4    | ▲ Erben nach Karl Wlaschek   | 5,36 Mrd.        | BILLA-Gründer                                     | Einzelhandel                                   |
| 5    | ▲ Familie Swarovski          | 4,45 Mrd.        | D. Swarovski                                      | Kristallglas                                   |
| 6    | ▼ Familie Flick              | 4,20 Mrd.        | Finanzvermögen aus Erbe nach Friedrich Karl Flick |                                                |
| 7    | ▲ Maria-Elisabeth Schaeffler | 4,17 Mrd.        | Schaeffler-Gruppe                                 | Automobilzulieferer, Maschinenbau              |
| 8    | ▲ René Benko                 | 3,81 Mrd.        | Signa Holding                                     | Immobilien, Einzelhandel, Medien               |
| 9    | ▲ Martin Schlaff             | 3,13 Mrd.        | Anteilseigner bei der RHI                         | Finanzinvestor                                 |
| 10   | ▼ Heidi Horten               | 2,95 Mrd.        | Erbin des Kaufhauskonzernchefs Helmut Horten      | Einzelhandel                                   |

### 2017
Quelle:forbes.com; ORF
| Rang | Weltrangliste | Name                | Vermögen in USD | Quelle des Vermögens                         | Wirtschaftszweig           | Staatsbürgerschaft                               | Wohnhaft in |
| ---- | ------------- | ------------------- | --------------- | -------------------------------------------- | -------------------------- | ------------------------------------------------ | ----------- |
| 1    | 86            | Dietrich Mateschitz | 13,4 Mrd.       | Red Bull                                     |                            | Österreich                                       | Österreich  |
| 2    | 194           | Johann Graf         | 7,2 Mrd.        | Novomatic                                    | Glücksspiel                | Österreich                                       | Österreich  |
| 3    | 717           | Heidi Horten        | 2,8 Mrd.        | Erbin des Kaufhauskonzernchefs Helmut Horten | Einzelhandel               | Österreich                                       | Österreich  |
| 4    | 1161          | Wolfgang Leitner    | 1,8 Mrd.        | Andritz AG                                   | Anlagenbau                 | Österreich                                       | Österreich  |
| 4    | 1161          | Helmut Sohmen       | 1,8 Mrd.        | BW Group                                     | Schifffahrt                | Österreich                                       | Hongkong    |
| 6    | 1376          | Georg Stumpf        | 1,5 Mrd.        |                                              | Bauunternehmer, Immobilien | Österreich                                       |             |
| 6    | 1376          | Frank Stronach      | 1,5 Mrd.        | Magna                                        | Automobilzulieferer        | Österreich und Kanada (Doppelstaatsbürgerschaft) | Kanada      |
| 8    | 1468          | Reinold Geiger      | 1,4 Mrd.        | L’Occitane                                   | Kosmetik                   | Österreich                                       |             |
| 9    | 1567          | Thomas Prinzhorn    | 1,3 Mrd.        | W. Hamburger AG, Mosburger AG                | Papierindustrie            | Österreich                                       |             |

Quelle:ORF
| Rang | Name                         | Vermögen in Euro | Quelle des Vermögens                              | Wirtschaftszweig                               |
| ---- | ---------------------------- | ---------------- | ------------------------------------------------- | ---------------------------------------------- |
| 1    | ▬ Porsche & Piech            | 35,7 Mrd.        | Porsche Holding                                   | Automobilhandel, Finanz- & IT-Dienstleistungen |
| 2    | ▬ Dietrich Mateschitz        | 9,1 Mrd.         | Red Bull                                          |                                                |
| 3    | ▬ Familie Flick              | 8,0 Mrd.         | Finanzvermögen aus Erbe nach Friedrich Karl Flick |                                                |
| 4    | ▬ Johann Graf                | 6,0 Mrd.         | Novomatic                                         | Glücksspiel                                    |
| 5    | ▬ Erben nach Karl Wlaschek   | 5,1 Mrd.         | BILLA-Gründer                                     | Einzelhandel                                   |
| 6    | ▲ Frank Stronach             | 4,3 Mrd.         | Magna                                             | Automobilzulieferer                            |
| 7    | ▼ Familie Swarovski          | 4,2 Mrd.         | D. Swarovski                                      | Kristallglas                                   |
| 8    | ▲ Maria-Elisabeth Schaeffler | 4,1 Mrd.         | Schaeffler-Gruppe                                 | Automobilzulieferer, Maschinenbau              |
| 9    | ▼ Heidi Horten               | 3,8 Mrd.         | Erbin des Kaufhauskonzernchefs Helmut Horten      | Einzelhandel                                   |
| 10   | ▲ René Benko                 | 3,7 Mrd.         | Signa Holding                                     | Immobilien                                     |

### 2016
Quelle: forbes.com; derstandard.at
| Rang | Weltrangliste | Name                | Vermögen in USD | Quelle des Vermögens                         | Wirtschaftszweig    | Staatsbürgerschaft                               | Wohnhaft in |
| ---- | ------------- | ------------------- | --------------- | -------------------------------------------- | ------------------- | ------------------------------------------------ | ----------- |
| 1    | 64            | Dietrich Mateschitz | 13,2 Mrd.       | Red Bull                                     |                     | Österreich                                       | Österreich  |
| 2    | 144           | Johann Graf         | 8,0 Mrd.        | Novomatic                                    | Glücksspiel         | Österreich                                       | Österreich  |
| 3    | 638           | Heidi Horten        | 2,7 Mrd.        | Erbin des Kaufhauskonzernchefs Helmut Horten | Einzelhandel        | Österreich                                       | Österreich  |
| 4    | 771           | Helmut Sohmen       | 2,3 Mrd.        | BW Group                                     | Schifffahrt         | Österreich                                       | Hongkong    |
| 5    | 1198          | Wolfgang Leitner    | 1,5 Mrd.        | Andritz AG                                   | Anlagenbau          | Österreich                                       | Österreich  |
| 6    | 1275          | Frank Stronach      | 1,4 Mrd.        | Magna                                        | Automobilzulieferer | Österreich und Kanada (Doppelstaatsbürgerschaft) | Kanada      |
| 7    | 1367          | Reinold Geiger      | 1,3 Mrd.        | L’Occitane                                   | Kosmetik            | Österreich                                       |             |

Quelle: ORF
| Rang | Name                       | Vermögen in Euro | Quelle des Vermögens                              | Wirtschaftszweig                               |
| ---- | -------------------------- | ---------------- | ------------------------------------------------- | ---------------------------------------------- |
| 1    | ▬ Porsche & Piech          | 35,40 Mrd.       | Porsche Holding                                   | Automobilhandel, Finanz- & IT-Dienstleistungen |
| 2    | ▬ Dietrich Mateschitz      | 8,25 Mrd.        | Red Bull                                          |                                                |
| 3    | ▬ Familie Flick            | 7,35 Mrd.        | Finanzvermögen aus Erbe nach Friedrich Karl Flick |                                                |
| 4    | ▬ Johann Graf              | 5,40 Mrd.        | Novomatic                                         | Glücksspiel                                    |
| 5    | ▬ Erben nach Karl Wlaschek | 4,90 Mrd.        | BILLA-Gründer                                     | Einzelhandel                                   |
| 6    | ▲ Familie Swarovski        | 4,20 Mrd.        | D. Swarovski                                      | Kristallglas                                   |
| 7    | ▲ Frank Stronach           | 4,15 Mrd.        | Magna                                             | Automobilzulieferer                            |
| 8    | ▲ Heidi Horten             | 3,55 Mrd.        | Erbin des Kaufhauskonzernchefs Helmut Horten      | Einzelhandel                                   |
| 9    | ▲ Familie Kaufmann         | 2,54 Mrd.        |                                                   |                                                |
| 10   | ▲ Martin Schlaff           | 2,47 Mrd.        |                                                   |                                                |

### 2015
Quelle: forbes.com
| Rang | Weltrangliste | Name                | Vermögen in USD | Quelle des Vermögens                         | Wirtschaftszweig    | Staatsbürgerschaft                               | Wohnhaft in |
| ---- | ------------- | ------------------- | --------------- | -------------------------------------------- | ------------------- | ------------------------------------------------ | ----------- |
| 1    | 116           | Dietrich Mateschitz | 10,8 Mrd.       | Red Bull                                     |                     | Österreich                                       | Österreich  |
| 2    | 208           | Johann Graf         | 6,6 Mrd.        | Novomatic                                    | Glücksspiel         | Österreich                                       | Österreich  |
| 3    | 393           | Karl Wlaschek       | 4,2 Mrd.        | BILLA-Gründer                                | Einzelhandel        | Österreich                                       | Österreich  |
| 4    | 690           | Heidi Horten        | 2,7 Mrd.        | Erbin des Kaufhauskonzernchefs Helmut Horten | Einzelhandel        | Österreich                                       | Österreich  |
| 5    | 894           | Helmut Sohmen       | 2,1 Mrd.        | BW Group                                     | Schifffahrt         | Österreich                                       | Hongkong    |
| 6    | 1190          | Wolfgang Leitner    | 1,6 Mrd.        | Andritz AG                                   | Anlagenbau          | Österreich                                       | Österreich  |
| 7    | 1226          | Reinold Geiger      | 1,6 Mrd.        | L’Occitane                                   | Kosmetik            | Österreich                                       |             |
| 8    | 1324          | Frank Stronach      | 1,4 Mrd.        | Magna                                        | Automobilzulieferer | Österreich und Kanada (Doppelstaatsbürgerschaft) | Kanada      |

Quelle: ORF
| Rang | Name                         | Vermögen in Euro | Quelle des Vermögens                              | Wirtschaftszweig                               |
| ---- | ---------------------------- | ---------------- | ------------------------------------------------- | ---------------------------------------------- |
| 1    | ▬ Porsche & Piech            | 65,00 Mrd.       | Porsche Holding                                   | Automobilhandel, Finanz- & IT-Dienstleistungen |
| 2    | ▬ Dietrich Mateschitz        | 7,60 Mrd.        | Red Bull                                          |                                                |
| 3    | ▬ Familie Flick              | 7,20 Mrd.        | Finanzvermögen aus Erbe nach Friedrich Karl Flick |                                                |
| 4    | ▬ Johann Graf                | 5,25 Mrd.        | Novomatic                                         | Glücksspiel                                    |
| 5    | ▬ Karl Wlaschek              | 4,70 Mrd.        | BILLA-Gründer                                     | Einzelhandel                                   |
| 6    | ▲ Maria-Elisabeth Schaeffler | 5,16 Mrd.        | Schaeffler-Gruppe                                 | Automobilzulieferer, Maschinenbau              |
| 7    | ▼ Familie Swarovski          | 4,10 Mrd.        | D. Swarovski                                      | Kristallglas                                   |
| 8    | ▼ Frank Stronach             | 4,05 Mrd.        | Magna                                             | Automobilzulieferer                            |
| 9    | ▬ Heidi Horten               | 3,50 Mrd.        | Erbin des Kaufhauskonzernchefs Helmut Horten      | Einzelhandel                                   |

### 2014
Quelle: trend Ranking
| Rang | Name                       | Vermögen in Euro | Quelle des Vermögens                              | Wirtschaftszweig                               |
| ---- | -------------------------- | ---------------- | ------------------------------------------------- | ---------------------------------------------- |
| 1    | Porsche & Piech            | 44,80 Mrd.       | Porsche Holding                                   | Automobilhandel, Finanz- & IT-Dienstleistungen |
| 2    | Dietrich Mateschitz        | 7,50 Mrd.        | Red Bull                                          |                                                |
| 3    | Familie Flick              | 6,90 Mrd.        | Finanzvermögen aus Erbe nach Friedrich Karl Flick |                                                |
| 4    | Johann Graf                | 5,05 Mrd.        | Novomatic                                         | Glücksspiel                                    |
| 5    | Karl Wlaschek              | 4,50 Mrd.        | BILLA-Gründer                                     | Einzelhandel                                   |
| 6    | Familie Swarovski          | 4,10 Mrd.        | D. Swarovski                                      | Kristallglas                                   |
| 7    | Frank Stronach             | 3,90 Mrd.        | Magna                                             | Automobilzulieferer                            |
| 8    | Maria-Elisabeth Schaeffler | 3,48 Mrd.        | Schaeffler-Gruppe                                 | Automobilzulieferer, Maschinenbau              |
| 9    | Heidi Horten               | 3,38 Mrd.        | Erbin des Kaufhauskonzernchefs Helmut Horten      | Einzelhandel                                   |

### 2012
Quelle: forbes.com
| Rang | Weltrangliste | Name                | Vermögen in USD | Quelle des Vermögens                         | Wirtschaftszweig | Staatsbürgerschaft | Wohnhaft in |
| ---- | ------------- | ------------------- | --------------- | -------------------------------------------- | ---------------- | ------------------ | ----------- |
| 1    | ▲ 193         | Dietrich Mateschitz | 5,3 Mrd.        | Red Bull                                     |                  | Österreich         | Österreich  |
| 1    | ▲ 193         | Johann Graf         | 5,3 Mrd.        | Novomatic                                    | Glücksspiel      | Österreich         | Österreich  |
| 3    | ▲ 223         | Karl Wlaschek       | 4,7 Mrd.        | BILLA-Gründer                                | Einzelhandel     | Österreich         | Österreich  |
| 4    | ▼ 358         | Heidi Horten        | 3,2 Mrd.        | Erbin des Kaufhauskonzernchefs Helmut Horten | Einzelhandel     | Österreich         | Österreich  |
| 5    | ▼ 913         | Helmut Sohmen       | 1,4 Mrd.        | BW Group                                     | Schifffahrt      | Österreich         | Hongkong    |

### 2011
Quelle: forbes.com
| Rang | Weltrangliste | Name                | Vermögen in USD | Quelle des Vermögens                         | Wirtschaftszweig | Staatsbürgerschaft | Wohnhaft in |
| ---- | ------------- | ------------------- | --------------- | -------------------------------------------- | ---------------- | ------------------ | ----------- |
| 1    | ▬ 208         | Dietrich Mateschitz | 5,0 Mrd.        | Red Bull                                     |                  | Österreich         | Österreich  |
| 2    | ▼ 235         | Karl Wlaschek       | 4,5 Mrd.        | BILLA-Gründer                                | Einzelhandel     | Österreich         | Österreich  |
| 3    | ▼ 347         | Heidi Horten        | 3,2 Mrd.        | Erbin des Kaufhauskonzernchefs Helmut Horten | Einzelhandel     | Österreich         | Österreich  |
| 4    | ▲ 420         | Johann Graf         | 2,7 Mrd.        | Novomatic                                    | Glücksspiel      | Österreich         | Österreich  |
| 5    | ▲ 347         | Helmut Sohmen       | 2,1 Mrd.        | BW Group                                     | Schifffahrt      | Österreich         | Hongkong    |

### 2010
Quelle: forbes.com
| Rang | Weltrangliste | Name                | Vermögen in USD | Quelle des Vermögens              | Wirtschaftszweig | Staatsbürgerschaft | Wohnhaft in |
| ---- | ------------- | ------------------- | --------------- | --------------------------------- | ---------------- | ------------------ | ----------- |
| 1    | ▼ 189         | Karl Wlaschek       | 4,4 Mrd.        | BILLA-Gründer                     | Einzelhandel     | Österreich         | Österreich  |
| 2    | ▼ 208         | Dietrich Mateschitz | 4,1 Mrd.        | Red Bull                          |                  | Österreich         | Österreich  |
| 3    | ▼ 307         | Heidi Horten        | 3,1 Mrd.        | Erbin des Kaufhauskonzerns Horten | Einzelhandel     | Österreich         | Österreich  |
| 4    | ▼ 721         | Helmut Sohmen       | 1,4 Mrd.        | BW Group                          | Schifffahrt      | Österreich         | Hongkong    |

### 2009
Quelle: forbes.com
| Rang | Weltrangliste | Name                | Vermögen in USD | Quelle des Vermögens              | Wirtschaftszweig | Staatsbürgerschaft | Wohnhaft in |
| ---- | ------------- | ------------------- | --------------- | --------------------------------- | ---------------- | ------------------ | ----------- |
| 1    | ▲ 124         | Karl Wlaschek       | 4,2 Mrd.        | BILLA-Gründer                     | Einzelhandel     | Österreich         | Österreich  |
| 2    | ▲ 151         | Dietrich Mateschitz | 3,7 Mrd.        | Red Bull                          |                  | Österreich         | Österreich  |
| 3    | ▲ 205         | Heidi Horten        | 3,0 Mrd.        | Erbin des Kaufhauskonzerns Horten | Einzelhandel     | Österreich         | Österreich  |
| 4    | ▲ 559         | Helmut Sohmen       | 1,3 Mrd.        | BW Group                          | Schifffahrt      | Österreich         | Hongkong    |